# 黃夾克 (科羅拉多州)
黃背心（英語：Yellow Jacket）是位於美國科羅拉多州蒙提祖馬縣的一個非建制地區。該地的面積和人口皆未知。

## 地理
黃背心的座標為37°31′58″N 108°43′11″W / 37.53278°N 108.71972°W，而該地的平均海拔高度為2103米（即6900英尺）。